# Saropogon complacitus
Saropogon complacitus là một loài ruồi trong họ Asilidae. Saropogon complacitus được Wulp miêu tả năm 1872.